# São Domingos do Norte
São Domingos do Norte is een gemeente in de Braziliaanse deelstaat Espírito Santo. De gemeente telt 7.840 inwoners (schatting 2009).
De gemeente grenst aan São Gabriel da Palha, Águia Branca, Colatina, Pancas, Vila Valério, Governador Lindenberg en Rio Bananal.